# 夏仙義·亞諾什·卡羅伊
海萨尼·亚诺什·卡罗伊（匈牙利語：Harsányi János Károly，1920年5月29日—2000年8月9日），大陸譯海薩尼，又譯豪尔沙尼，是一名出生於匈牙利布達佩斯的美籍經濟學家。他擁有犹太血统，是富裕药商的独子。1994年，他獲得諾貝爾經濟學獎。2000年因心臟病在美國柏克萊逝世。
他是最著名的要數他對博弈論的研究及博弈論應用於經濟學的貢獻。特別是他對不完備信息的博弈，即贝叶斯博弈的高度創新分析。他的重要貢獻還包括博弈論與經濟推理在政治和道德哲學（特別是功利主義倫理學）的應用。除此以外，他也對均衡选择理論作出貢獻。他的貢獻令他於1994年和约翰·福布斯·纳什及萊因哈德·澤爾騰共同獲得諾貝爾經濟學獎。

## 生平
夏仙義在1920年5月20日出生於匈牙利布達佩斯。中學年代於Fasori Gimnázium就讀，並在一個高中生數學比賽中奪得第一名。雖然他想讀數學和哲學，但父親（一間藥廠的東主）於1939年把他送往法國，預備入讀里昂大學的化學工程。但由於第二次世界大戰，他回到匈牙利，並於厄特沃什·罗兰大学修讀藥理學，1944年獲得學位證書。身為藥理學學生，他得以避過匈牙利軍隊的徵兵（對有著猶太血統的人來說，徵兵就等於強迫勞動）。但是在1944年，霍爾蒂·米克洛什政權倒下，箭十字黨奪得政權，他的緩期應召被取消，因而被強迫加入蘇德戰爭中一個勞動單位。被迫當了七個月的勞工後，當時納粹決定驅逐他身處的部隊往一個奧地利集中營。他設法逃跑，並找到庇護所。在戰爭的餘下時間，他躲在耶穌會修道院。
戰爭結束後，夏仙義回到了布達佩斯大學，主修哲學，副修社會學和心理學，並於1947年完成哲學博士學位。在那時，他作為一個虔誠的天主教徒，決定同時研究神學，並加入了多明我會。後來他對信仰失去信心，成為一個無神論者直至離世。1947-1948年的學年，他在布達佩斯大學社會學研究所學院中渡過。在那裡，他遇上安妮克·勞貝爾（Anne Klauber），他的未來的妻子。因公開表達他的反馬克思主義的觀點，他被迫辭職離開學院；而安妮也由於相同原因面臨著越來越親友壓力要離開他。管理家族生意兩年後，他受到越來越多來自匈牙利共產主義機關的政治迫害，最後他決定逃離匈牙利。1950年，他與安妮和她的父母非法越境逃往奧地利，輾轉前往。在抵達澳洲悉尼後三天（即1951年1月2日），他和安妮結婚。
在悉尼的工廠當勞工的同時，夏仙義在悉尼大學修讀經濟學夜間課程，並於1953年取得碩士。在悉尼讀書時，他開始在經濟期刊（包括《Journal of Political Economy》和《the Review of Economic Studies》）發表研究論文。由於擁有學位，他得以於1956年在昆士蘭大學取得教席。在1958年，他獲得了洛克菲勒基金会提供的獎學金，使他和安妮得以有兩年時間在美國斯坦福大學渡過，另外一學期在考爾斯基金會渡過。在斯坦福，夏仙義在肯尼斯·約瑟夫·阿羅的指導下寫了一篇關於博弈論的論文，並於1959年取得了第二個經濟學博士學位，而安妮則取得心理學文學碩士。
1958年，夏仙義和太太回到澳洲，在堪培拉澳洲國立大學教授經濟學。在肯尼斯·阿羅和詹姆斯·托賓的幫助下，他得以能夠遷移到美國 ，同時於1961年至1963年之間在底特律韋恩州立大學擔任經濟學教授。1964年，他轉到美國柏克萊加州大學，並一直留在那裏直至他於1990年退休。抵達柏克萊後不久，他和安妮生了一個孩子，名為湯姆（Tom）。在柏克萊任教的同時，他對博弈論做大量的研究。從1966年至1968年，他參與一個博弈論專家的團隊，聯同Mathematica（一個由Harold W. Kuhn和奥斯卡·摩根斯特恩率領、來自新澤西州普林斯頓的諮詢小組）向美國ACDA（Arms Control and Disarmament Agency）提供諮詢意見。
夏仙義老年時患上，2000年在柏克萊死於心臟病發作。

## 主要著作
- . Journal of Political Economy. Oct  1953, 61: 434–435.
- . Journal of Conflict Resolution. 1962, 6: 29–38.
- (Nov. 1967). "Games with Incomplete Information Played by "Bayesian" Players, I-III. Part I. The Basic Model", Management Science, Vol. 14, No. 3, Theory Series: 159-182
- . Theory and Decision Library. Dordrecht, Holland: Springer. December 1976. ISBN 9789027706775 （英语）.
- Rational Behavior and Bargaining Equilibrium in Games and Social Situations, Cambridge, United Kingdom: Cambridge University Press (1977)
- . Dordrecht, Holland: Springer. June 1982. ISBN 9027713618 （英语）.
- A General Theory of Equilibrium Selection in Games (with Reinhard Selten), Cambridge, MA: MIT-Press. (1988)

## 外部連結
- （英文）諾貝爾奬網站上夏仙義教授的自傳 （页面存档备份，存于）
- （英文）加州大學伯克利分校Haas商學院紀念夏仙義教授的一生和事業的新聞稿 （页面存档备份，存于）
- （英文）倫敦獨立報訃聞 （页面存档备份，存于）